# 60 лет освобождения Киева от фашистских захватчиков
Юбилейная монета «60 лет освобождения Киева от фашистских захватчиков» (укр. 60 років визволення Києва від фашистських загарбників») — серебряная памятная монета Национального банка Украины, посвящённая 60-летней годовщине освобождения Киева от фашистских захватчиков в ноябре 1943, после битвы за Днепр, результатом которой была ликвидация «Восточного вала» и завершения коренного перелома в ходе войны. Была введена в оборот 27 октября 2003 года. Монеты выпущены двух номиналов 20 и 5 гривен.

## Описание монеты и характеристики
| Номинал, гривен | Металл      | Масса, г | Диаметр, мм | Качество изготовления | Гурт     | Тираж, штук |
| --------------- | ----------- | -------- | ----------- | --------------------- | -------- | ----------- |
| 20              | серебро 925 | 62,2     | 50          | пруф                  | рифлёный | 2 000       |
| 5               | нейзильбер  | 16,54    | 35          | пруф                  | рифлёный | 30 000      |

### Аверс
На аверсе изображён Малый Государственный Герб Украины, а также мемориальная доска и вечный огонь (на монете номиналом в 20 гривен огонь выполнен красным и синем цветом). На верхней части монеты расположен год чеканки монеты (2003). Внизу слева написано: Украина, и номинал (20 или 5 гривен).

### Реверс
На реверсе монеты — сверху план-схема наступления советских войск, а ниже сцена форсирования Днепра. На заднем плане — панорама города Киева. Вверху по правую сторону в три строки написано «60 ЛЕТ ОСВОБОЖДЕНИЯ КИЕВА», а ниже слева полукругом: «Великая Отечественная война». Все надписи на монете сделаны на украинском языке («60 РОКІВ ВИЗВОЛЕННЯ КИЄВА», «ВЕЛИКА ВІТЧИЗНЯНА ВІЙНА»).

## Авторы
- Художники — Святослав Иваненко, Лариса Корень. Скульпторы — Святослав Иваненко, Владимир Демьяненко.

## Стоимость монеты
Стоимость монеты — 990.00 грн. Установлена Национальным банком Украины в период реализации монеты через его филиалы.